# Alexandre Grammont
Pour les articles homonymes, voir Grammont.
Alexandre Grammont, né le 16 février 1854 à Chavanoz en Isère et mort le 10 juillet 1925, est un industriel français.

## Biographie
Alexandre Grammont, né le 16 février 1854 à Chavanoz en Isère, est le fils d'Étienne-Claude Grammont (1824-1902) originaire de Saint-Étienne et de son épouse Françoise Laplaine.
Le 9 mai 1885, à Lyon, Alexandre Grammont épouse Élisabeth Marie Rivoire, née le 28 mars 1865. Ils auront sept enfants : Antoinette, François (1887-1953), Pierre, Anne-Marie, Alice-Françoise, Georges (1898-1956) et Édouard (1906-1930).

### Activités industrielles

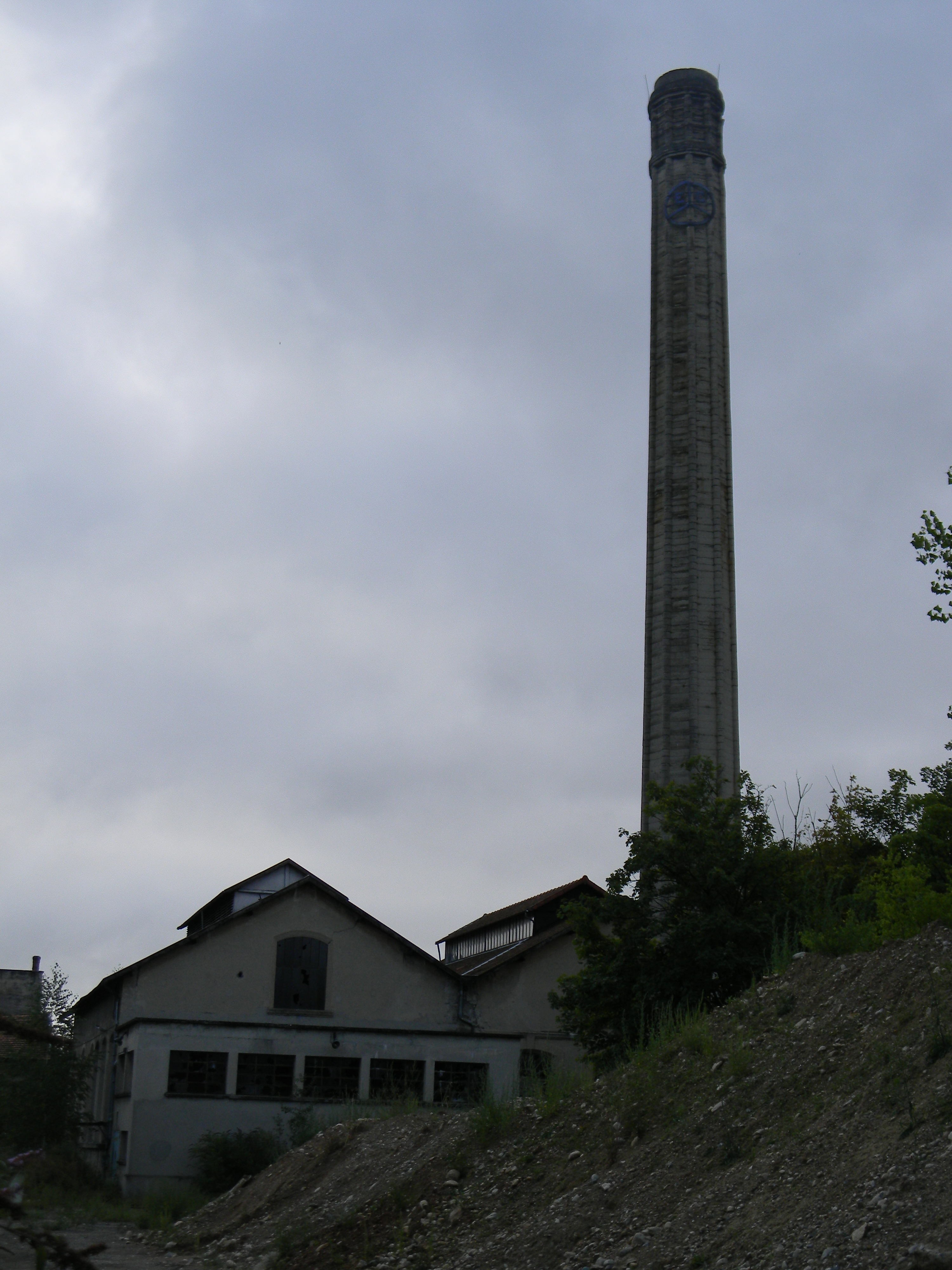
Ancienne usine Grammont à Pont-de-Chéruy

Étienne-Claude Grammont, père d'Alexandre, ancien employé de la société Duchavany, a créé sa propre entreprise de tréfilerie à Pont-de-Chéruy en 1849. La tréfilerie baptisée « La Grammonière », produit des fils d'acier pour la fabrication d'aiguilles, armatures de crinoline et baleines de parapluie. L'atelier, installé dans un moulin sur les  bords de la Bourbre, accroit ses compétences en ajoutant le laminage et la tréfilerie de trait d'or et d'argent à ses procédés de fabrication : cela le conduit à transplanter ses activités dans l'ancienne fabrique de papier Quenin-Croizat, emplacement actuel des usines Tréfimétaux.
En 1881, l'entreprise emploie 143 personnes, la surface bâtie couvre 2 115 m2 et la surface occupée s'étend sur 7 535 m2. Face au développement de l'industrie automobile, les entreprises Grammont exploitent le caoutchouc et se lancent dans la fabrication de pneumatiques et bandages.
En 1890 à son retour des États-Unis, Alexandre s'associe à son père puis reprend la direction de l'entreprise. Il crée à Saint-Tropez, en 1892, une usine destinée à la fabrication et la pose de câble sous-marin. Il réorganise en 1899 les usines sous le nom des Établissements industriels de E.-C. Grammont et de Alexandre Grammont (E. C. & A. Grammont), dont le siège est à Caluire-et-Cuire. L'entreprise Grammont, devenu un groupe important, compte en 1910, près de 600 ouvriers dont 80 d'origine étrangère, se logent chez l'habitant. En 1914, l'usine de Caluire-et-Cuire est la première en Europe à produite un tube électronique sous la marque « TM Fotos ».
Durant la Première Guerre mondiale, alors que les hommes sont envoyés au front, les usines Grammont fonctionnent à plein régime grâce à la main d’œuvre provenant principalement de Grèce, Italie et Arménie. Ces usines s'étendent sur 10 ha et sont approvisionnées par la ligne de chemin de fer de l'Est de Lyon. Le besoin de l’armée française en douilles accroit leur production, au point de justifier la construction d'un bâtiment de 149 mètres de longueur, destiné à ce produit. Les usines fabriquent aussi des fils de cuivre pour les cordons téléphoniques et fils de dynamo. En 1917, les établissements Grammont couvrent 10 300 m2 et emploient 1 800 personnes.

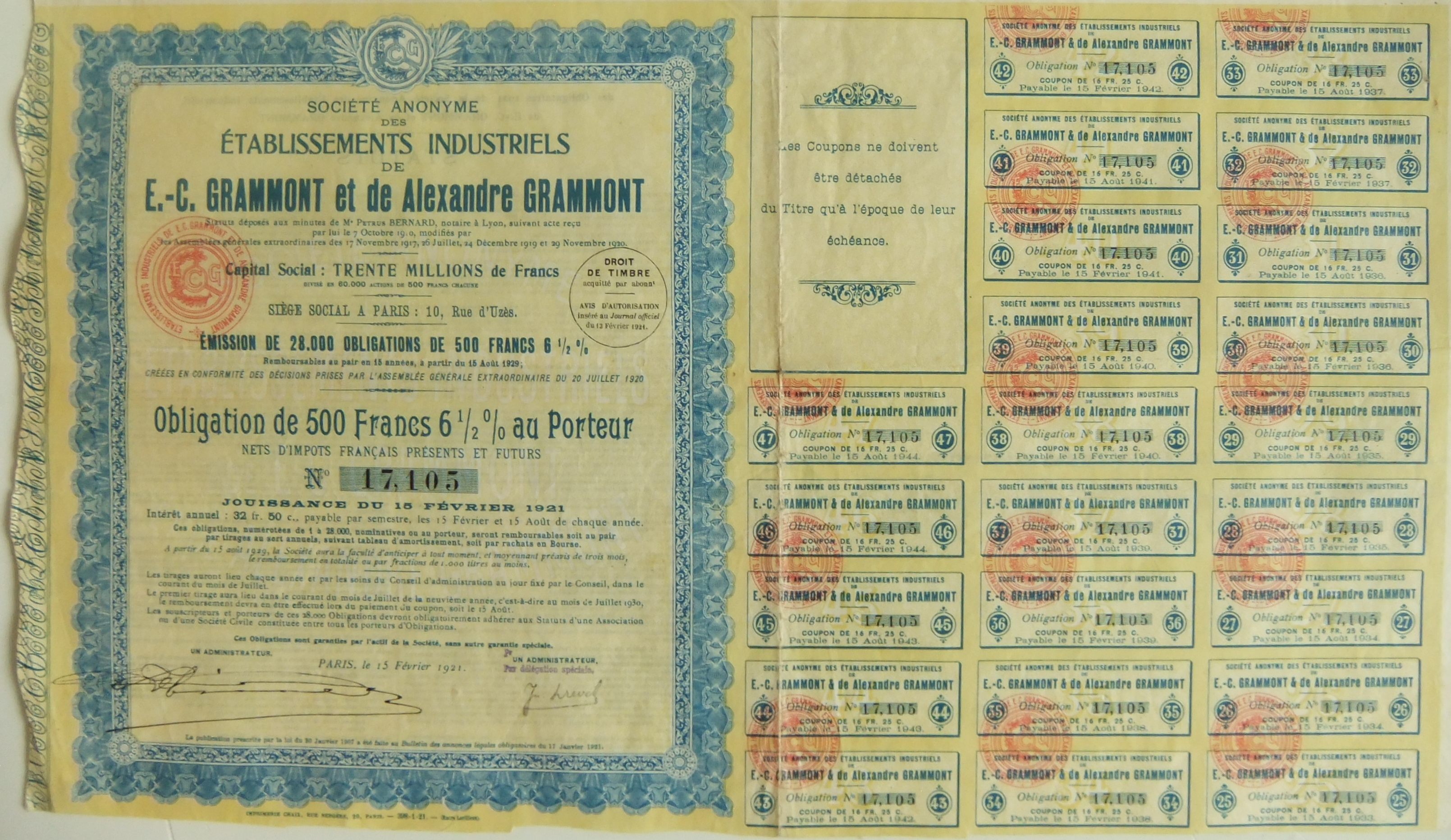
Établissements Grammont, obligation 1921.

En 1921, en pleine reconversion, E. C. & A. Grammont affiche un capital de 30 millions de francs à son entrée en bourse. Le siège social parisien est au 10 rue d'Uzès. Les différentes usines (Pont-de-Chéruy, Lyon, Saint-Tropez, Paris, Nantes, Marseille, Toulouse) produisent des fils et câbles électriques, des lampes, des alliages métalliques, et quantité d'appareillages électroniques. Dans la foulée, est créée la Société des Téléphones Grammont à Malakoff qui devient en 1932 la Société d'applications téléphoniques (SAT).

### L'héritage d'Alexandre Grammont
En 1926, François Grammont, fils aîné d'Alexandre, est nommé administrateur du groupe.
La crise de 1929 frappe durement le groupe qui tente de se diversifier notamment dans la conception de postes de radiodiffusion, puis de télévision, avec la société Grammont Radio-Télévision, mais les difficultés persistent ;  le groupe doit louer l'usine de Pont-de-Chéruy aux Tréfileries et laminoirs du Havre qui en deviennent propriétaires en 1943.
En 1939, la Société d'applications téléphoniques est detenue majoritairement par Sagem.
Grammont Radio-Télévision poursuit ses activités après guerre, dirigée entre autres par François et Georges Grammont, les fils survivants d'Alexandre, et la marque Grammont était encore active dans les années 1950-1960. L'usine de Malakoff ferme en 1966.

### Œuvres sociales
L'ambition d'Alexandre Grammont le pousse à devenir maire de Charvieu de 1896 à 1925 ; il en profite pour développer l'urbanisme local. S'inspirant de la loi Siegfried du 30 novembre 1894 qui crée l'appellation d'Habitation à bon marché (HBM), Alexandre Grammont crée des sociétés immobilières chargées de l’acquisition de terrains, la construction, la vente et la location de logements pour les employés de son industrie sur les communes de Pont-de-Chéruy et Charvieu. Ces sociétés mirent aussi en place des établissements à usage coopératif, tels qu'un hôpital (construit en 1915), une maternité, une crèche pour 60 enfants (construite en 1918), des écoles, des cantines…
Elles améliorèrent aussi grandement les conditions d'hygiène dans la ville. L'ensemble de ces constructions, dénommé « Maisons Neuves », est édifié à partir de 1907. Un autre ensemble, construit entre 1914 et 1918 par des prisonniers de guerre autrichiens est nommé « Le Cantonnement ». Un dernier ensemble, « Le Réveil », construit en 1920, est destiné à la main d’œuvre grecque. Des villas avec jardin destinées aux cadres sont construites entre 1920 et 1927. Le gigantesque projet d'urbanisation d'Alexandre Grammont est abandonné en 1925 à la suite de son échec aux élections municipales ; toutefois les projets en cours aboutiront jusqu'en 1929.